# Teresa Colom i Pich
Teresa Colom i Pich (la Seu d'Urgell, Alt Urgell, 12 de desembre del 1973) és una poeta i escriptora andorrana d'origen urgellenc. Llicenciada en Ciències Econòmiques per la Universitat Pompeu Fabra, va dirigir la seva carrera professional cap al camp de les finances. El 2004 va deixar la feina de gestora de patrimonis i fons d'inversió a l'entitat bancària on havia estat treballant des del 1995 per dedicar-se a escriure. Va formar part del grup Donzelles de l'any 2000. Ha estat articulista al Diari d'Andorra.
Ha participat en múltiples festivals nacionals i internacionals, i ha fet nombroses lectures a biblioteques d'arreu del món.
El 2010 estrenava el muntatge poeticoteatral 32 vidres, dirigit per Pere Planella, estrenat a la Pedrera de Barcelona i presentat al claustre del Monestir de Sant Miquel del Poble Espanyol, al Brossa Espai Escènic i al Teatre les Fontetes de la Massana (Andorra).
El 2015 va ésser designada com a comissària de la Setmana de la Poesia de Barcelona.
El 2019 és un any que marca el punt d'inflexió en les traduccions de l'obra de Colom a llengües com el castellà, el francès (ja el 2020), el grec, etc. Precisament les traduccions de l'obra al castellà, segons l'autora, ajuden a que altres editorials de diferents punts del món descobreixin i s'interessin per la seva obra. Des de 2022 és la directora de la Fundació Ramon Llull.

## Obres d'economia
- 1997 La moneda única, Banc Internacional - Banca Mora (amb Jaime Calderón)

## Poesia
- 2001 Com mesos de juny, Edicions del Diari d'Andorra
- 2002 La temperatura d'uns llavis, Edicions del Diari d'Andorra
- 2005 Elegies del final conegut, Abadia Editors
- 2009 On tot és vidre, Pagès Editors
- 2012 La meva mare es preguntava per la mort, Pagès Editors
- 2020 Ποιήματα της Τερέζας Κολόμ / Poemes de Teresa Colom. Edició bilingüe grec-català (trad. al grec: Nancy Aggeli), Vakxikon Publications
- 2021 El cementiri de les matrioixques, Proa

## Narrativa i contes breus
- 2015 La senyoreta Keaton i altres bèsties, Editorial Empúries
- 2018 La señorita Keaton y otras bestias (trad. al castellà: Andrés Pozo Cueto), La Huerta Grande
- 2019 Consciència, Editorial Empúries
- 2020 Mademoiselle Keaton et autres créatures (trad. al francès: Claude Bleton), Actes-Sud
- 2021 Consciencia (trad. al castellà: Andrés Pozo Cueto), La Huerta Grande
- 2022 Coscienza (trad. a l'italià: Marco Paone), Aguaplano
- 2024 Neu a la porta - Ull de gat, ull de bou, Novel·la doble de la col·lecció Temps obert, Comanegra

## Premis literaris
- 2000 Premi del Concurs de Poesia de la Biblioteca Pública del Govern d'Andorra
- 2000 Premi Grandalla de Poesia del Cercle de les Arts i de les Lletres d'Andorra
- 2009 Talent FNAC per On tot és vidre, Pagès Editors
- 2016 Premi de Narrativa Maria Àngels Anglada, per La senyoreta Keaton i altres bèsties